# Budzyń (województwo podkarpackie)
Budzyń – wieś w Polsce położona w województwie podkarpackim, w powiecie jarosławskim, w gminie Radymno.
| SIMC    | Nazwa    | Rodzaj    |
| ------- | -------- | --------- |
| 0609356 | Zapiasek | część wsi |

## Historia
W czerwcu 1938 poświęcono w Budzyniu Dom Ludowy im. gen. Michała Karaszewicza-Tokarzewskiego.
W latach 1975–1998 miejscowość administracyjnie należała do województwa przemyskiego.